# Civicus
CIVICUS是一个国际非营利组织，使命為致力于加强世界各地公民行动和公民社会。该组织成立于1993年，如今在175个国家拥有8500多名成员，总部位於南非约翰内斯堡，在日内瓦和纽约设有办事处。